# Paljevštica
Paljevštica (cyr. Паљевштица) – wieś w Serbii, w okręgu rasińskim, w gminie Brus. W 2011 roku liczyła 33 mieszkańców.